# Helianthus californicus
Helianthus californicus — вид квіткових рослин з родини айстрових (Asteraceae).

## Біоморфологічна характеристика
Це багаторічник 150–350 см (кореневищні). Стебла прямовисні, голі (сизуваті). Листки переважно стеблові; переважно чергуються; листкові ніжки 0–3 см; листкові пластинки (від світло- до темно-зелених) ланцетні, 10–20 × 2.5–6 см, абаксіально (низ) ворсисті й залозисті, краї цілі чи майже так. Квіткових голів 3–10. Променеві квітки 12–21; пластинки 15–30 мм. Дискові квітки 50+; віночки 6–8nbsp;мм, частки жовті, пиляки червонуваті чи темні. Ципсели 4.5–5 мм, голі. 2n = 102. Цвітіння: літо — осінь.

## Умови зростання
Це ендемік пд.-зх. Північної Америки: США (Каліфорнія), Мексика (Нижня Каліфорнія). Населяє береги струмків, вологі луки, прісноводні болота; до 1600 метрів.

## Значущість
Цей вид також є третинним генетичним родичем культивованого соняшнику H. annuus, з потенційним селекційним використанням.